# Episodi di In aller Freundschaft (ventunesima stagione)
La ventunesima stagione della serie televisiva In aller Freundschaft è stata trasmessa in anteprima in Germania da Das Erste tra il 2 gennaio 2018 e il 18 dicembre 2018.
| nº | Titolo originale        | Prima TV Germania |
| -- | ----------------------- | ----------------- |
| 1  | Das wahre Zuhause       | 2 gennaio 2018    |
| 2  | Ein hoher Preis         | 2 gennaio 2018    |
| 3  | Gegen jede Vernunft     | 9 gennaio 2018    |
| 4  | Elternpflichten         | 16 gennaio 2018   |
| 5  | Helden und Freunde      | 23 gennaio 2018   |
| 6  | Wieder auf Anfang       | 30 gennaio 2018   |
| 7  | Vollendete Tatsachen    | 13 febbraio 2018  |
| 8  | Loch im Kopf            | 20 febbraio 2018  |
| 9  | Wahrheitssuche          | 27 febbraio 2018  |
| 10 | Offenbarungen           | 7 marzo 2018      |
| 11 | Konsequenzen            | 13 marzo 2018     |
| 12 | Retter in der Not       | 20 marzo 2018     |
| 13 | Aufgeben verboten       | 27 marzo 2018     |
| 14 | Klippensprünge          | 3 aprile 2018     |
| 15 | Kleines Herz            | 10 aprile 2018    |
| 16 | Nur Mut!                | 24 aprile 2018    |
| 17 | Steh deinen Mann!       | 15 maggio 2018    |
| 18 | Unverblümt              | 22 maggio 2018    |
| 19 | Panzerherz              | 29 maggio 2018    |
| 20 | Geordnete Verhältnisse  | 5 giugno 2018     |
| 21 | Momentaufnahme          | 12 giugno 2018    |
| 22 | Zweifel                 | 24 luglio 2018    |
| 23 | Schuld und Sünde        | 31 luglio 2018    |
| 24 | Alle guten Geister      | 7 agosto 2018     |
| 25 | Hoffnungsvoll           | 14 agosto 2018    |
| 26 | Liebeserklärungen       | 21 agosto 2018    |
| 27 | Lebenslügen             | 28 agosto 2018    |
| 28 | Verschüttet             | 4 settembre 2018  |
| 29 | Männersache             | 11 settembre 2018 |
| 30 | Herzversagen            | 18 settembre 2018 |
| 31 | Last der Entscheidung   | 25 settembre 2018 |
| 32 | Stürmische Zeiten       | 2 ottobre 2018    |
| 33 | Zukunftsklänge          | 9 ottobre 2018    |
| 34 | Ein verrückter Tag      | 23 ottobre 2018   |
| 35 | Zwei schwierige Herren  | 23 ottobre 2018   |
| 36 | Überraschung            | 6 novembre 2018   |
| 37 | Freund und Helfer       | 13 novembre 2018  |
| 38 | In bester Gesellschaft  | 20 novembre 2018  |
| 39 | Nebelschwaden           | 27 novembre 2018  |
| 40 | Verpasste Gelegenheiten | 4 dicembre 2018   |
| 41 | Gefühlte Ewigkeit       | 11 dicembre 2018  |
| 42 | Fürchtet Euch nicht!    | 18 dicembre 2018  |